# Careyöarna
Careyöarna (danska: Carey Øer, grönländska: Kitsissut) är en ögrupp i Grönland (Kungariket Danmark).   De ligger i kommunen Qaasuitsup, i den nordvästra delen av Grönland, 1 600 km nordväst om huvudstaden Nuuk. Det grönländska territoriets västligaste punkt finns på öarna.
Johan Alfred Björling och Evald Kallstenius fartyg som användes vid Svenska Grönlandsexpeditionen 1892 upptäckes vid Careyöarna 17 juni 1893.